# 中国驻毛里求斯大使列表
本列表为中華人民共和國驻毛里求斯历任大使名录（附中華民國駐模里西斯歷任代表）。

## 历任中国驻毛里求斯大使

### 附：中华民国驻毛里西斯领事（1943年－1950年）
1943年，中华民国在英国属地毛里西斯设立领事馆。1950年，英国承认中华人民共和国，中华民国撤销驻英国使领馆。
| 姓名   | 任命           | 到任          | 免职 | 离任      | 领事职务 | 备注 | 备注 |
| ------ | -------------- | ------------- | ---- | --------- | -------- | ---- | ---- |
| 郑寿恩 | 1943年12月18日 | 1944年12月9日 |      | 1950年1月 | 领事     |      |      |

### 中华人民共和国驻毛里求斯大使（1972年至今）
1972年4月15日，中华人民共和国与毛里求斯建交。
| 姓名   | 任命           | 任命          | 到任          | 递交国书      | 免职           | 免职          | 离任          | 外交衔级 | 外交职务     | 备注       |
| 姓名   | 全国人大常委会 | 主席          | 到任          | 递交国书      | 全国人大常委会 | 主席          | 离任          | 外交衔级 | 外交职务     | 备注       |
| ------ | -------------- | ------------- | ------------- | ------------- | -------------- | ------------- | ------------- | -------- | ------------ | ---------- |
| 胡景瑞 | 不適用         | 不適用        | 1972年5月29日 | 1972年5月30日 | 不適用         | 不適用        | 1972年9月     |          | 临时代办     | 筹备开馆   |
| 王泽   | 不適用         | 不適用        | 1972年9月25日 | 1972年9月26日 | 1977年10月24日 | 不適用        | 1977年1月1日  | 大使     | 特命全权大使 |            |
| 王若杰 | 1977年10月24日 | 不適用        | 1977年9月12日 | 1977年9月13日 | 1982年3月8日   | 不適用        | 1982年8月29日 | 大使     | 特命全权大使 |            |
| 陈枫   | 1982年3月8日   | 不適用        | 1982年11月7日 | 1982年11月9日 | 1984年11月14日 | 1985年5月7日  | 1984年11月    | 大使     | 特命全权大使 |            |
| 陈端   | 1984年11月14日 | 1985年5月7日  | 1985年3月     | 1985年3月15日 | 1988年3月12日  | 1988年5月27日 | 1988年5月     | 大使     | 特命全权大使 |            |
| 施乃良 | 1988年3月12日  | 1988年5月27日 | 1988年7月     | 1988年7月5日  | 1992年2月25日  | 1992年6月11日 | 1992年5月17日 | 大使     | 特命全权大使 | 兼驻塞舌尔 |
| 杨一怀 | 1992年2月25日  | 1992年6月11日 | 1992年7月     | 1992年7月31日 | 1995年2月28日  | 1995年6月2日  | 1995年4月     | 大使     | 特命全权大使 | 兼驻塞舌尔 |
| 郑阿全 | 1995年2月28日  | 1995年6月2日  | 1995年6月     | 1995年6月7日  | 1998年4月29日  | 1998年9月17日 | 1998年8月     | 大使     | 特命全权大使 |            |
| 夏守安 | 1998年4月29日  | 1998年9月17日 | 1998年9月     | 1998年9月12日 | 2001年12月29日 | 2002年6月18日 | 2002年5月     | 大使     | 特命全权大使 |            |
| 王富元 | 2001年12月29日 | 2002年6月18日 | 2002年5月     | 2002年5月29日 | 2003年8月27日  | 2004年1月29日 | 2003年12月    | 大使     | 特命全权大使 |            |
| 许孟水 | 2003年8月27日  | 2004年1月29日 | 2004年1月     | 2004年2月3日  | 2005年7月1日   | 2006年3月2日  | 2006年2月     | 大使     | 特命全权大使 |            |
| 高玉琛 | 2005年7月1日   | 2006年3月2日  | 2006年3月9日  | 2006年3月10日 | 2008年8月29日  | 2009年6月1日  | 2009年4月     | 大使     | 特命全权大使 |            |
| 边燕花 | 2008年8月29日  | 2009年6月1日  | 2009年5月5日  | 2009年5月7日  | 2012年12月28日 | 2013年3月13日 | 2013年3月     | 大使     | 特命全权大使 |            |
| 李立   | 2012年12月28日 | 2013年3月13日 | 2013年3月22日 | 2013年3月25日 | 2017年2月24日  | 2017年8月7日  | 2017年7月     | 大使     | 特命全权大使 |            |
| 孙功谊 | 2017年2月24日  | 2017年8月7日  | 2017年7月18日 | 2017年7月27日 | 2021年2月28日  | 2021年8月4日  | 2021年4月     | 大使     | 特命全权大使 |            |
| 朱立英 | 2021年2月28日  | 2021年8月4日  | 2021年7月4日  | 2021年7月21日 |                | 2025年5月19日 | 2024年12月    | 大使     | 特命全权大使 |            |
| 黄世芳 |                | 2025年5月19日 | 2025年5月2日  | 2025年5月5日  | 现任           |               |               | 大使     | 特命全权大使 |            |

### 附：中華民國駐模里西斯代表（1984年－2002年）
1984年9月25日，設立中華民國駐模里西斯商務代表團。2002年10月26日關閉。
| 姓名   | 任命           | 到任          | 免职           | 离任           | 外交衔级 | 外交职务 | 备注   | 备注 |
| ------ | -------------- | ------------- | -------------- | -------------- | -------- | -------- | ------ | ---- |
| 張書杞 | 1984年8月16日  | 1984年9月6日  | 1987年12月23日 | 1988年5月26日  | 代表     | 代表     | [ 38 ] |      |
| 陳清雲 | 1988年3月31日  | 1988年5月22日 | 1995年12月30日 | 1996年3月17日  | 代表     | 代表     | [ 38 ] |      |
| 李滋男 | 1995年12月30日 | 1996年3月29日 |                | 2001年3月11日  | 代表     | 代表     |        |      |
| 翁廷龍 |                | 2001年3月11日 |                | 2002年10月26日 | 代表     | 代表     |        |      |